# Vierendeling (straf)

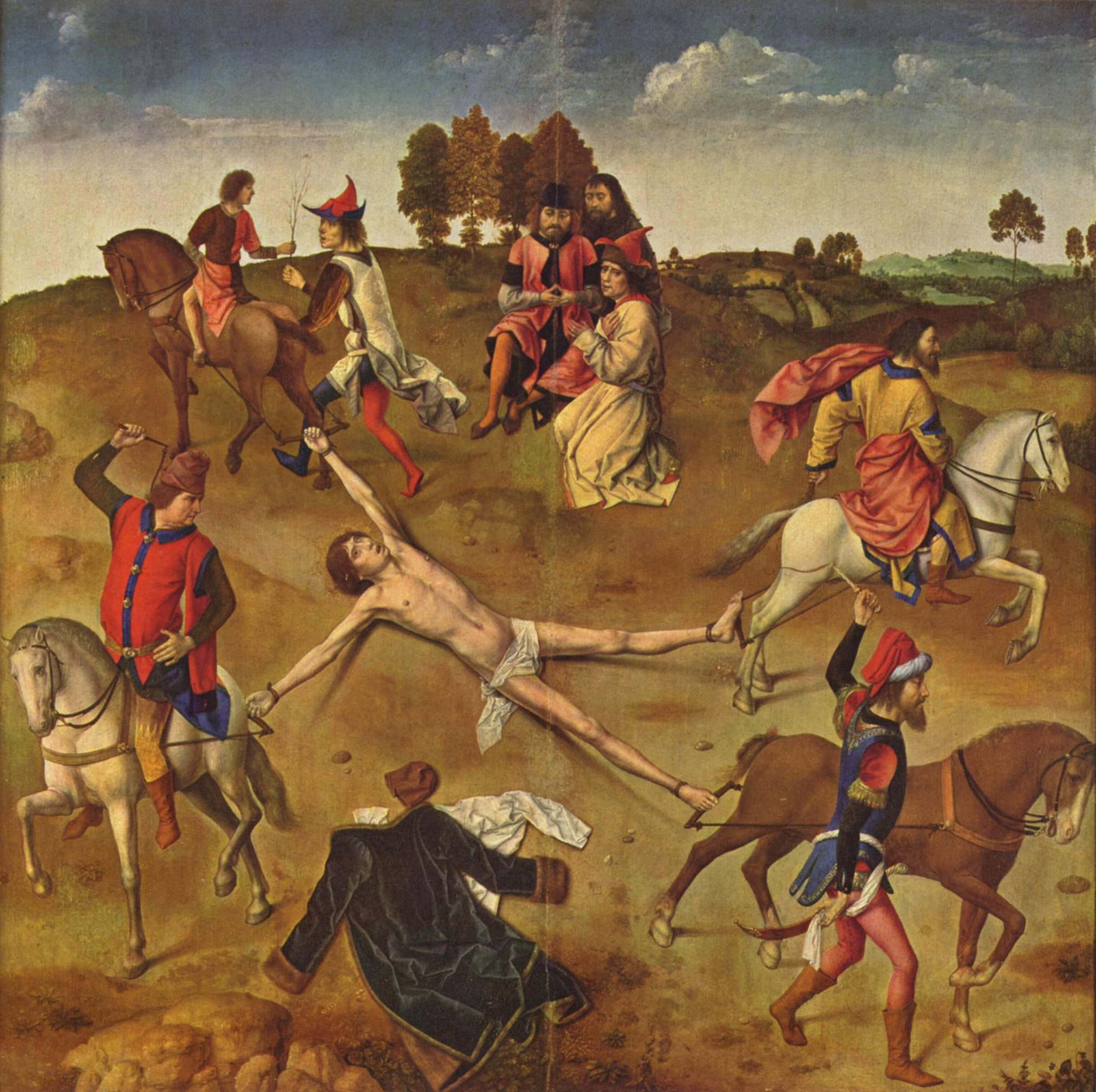
Dirk Bouts: Het martelaarschap van de H. Hyppolytus

Vierendeling was in vroegere tijden een methode om de doodstraf te voltrekken. De veroordeelde werd hierbij in vier stukken gehouwen of door vier paarden uiteengetrokken. In Frankrijk werd deze straf voorbehouden aan koningsmoordenaars. Twee bekende moordenaars die werden gevierendeeld zijn Robert François Damiens in 1757 (die Lodewijk XV trachtte te vermoorden en overigens naast vierendeling ook werd veroordeeld tot andere vormen van marteling) en François Ravaillac in 1610 (die Hendrik IV van Frankrijk vermoordde).
In Engeland werd ze voorbehouden aan mannen die schuldig waren bevonden aan hoogverraad (vrouwen werden levend verbrand). Vierendeling was onderdeel van de Engelse strafwet tot 1870.  Guy Fawkes werd in 1606 veroordeeld tot deze straf maar ontliep haar door voortijdig van een schavot te springen waarbij hij zijn nek brak. Wellicht werd zijn lijk later alsnog gevierendeeld.
In Rusland werd in 1775 Jemeljan Poegatsjov gevierendeeld, de leider van een opstand van Oeral-Kozakken tegen het bewind van Catharina de Grote.
in 1781 werd Túpac Amaru II, de leider van de eerste grote Inca-opstand tegen de Spaanse heersers sinds twee eeuwen, in Cuzco (Peru) gevierendeeld.
Ook in de Nederlanden wachtte moordenaars van graven en prinsen en landverraders hetzelfde lot:
- In 1296 werd Gerard van Velsen, de enige van de moordenaars van Floris V van Holland die niet had weten te ontkomen, in Leiden gevierendeeld.
- In 1408 werd de burgemeester van Luik, die de opstand tegen prins-bisschop Jan van Beieren had geleid, op het Vrijthof in Maastricht gevierendeeld.
- In 1584 werd Balthasar Gerards, de moordenaar van Willem van Oranje, in Delft gevierendeeld.